# Phradmon
Phradmon (en grec ancien Φράδμων / Phrádmôn) est un sculpteur grec du Ve siècle av. J.-C., originaire d'Argos.
Pline l’Ancien en fait un contemporain de Polyclète, Myron, Pythagore, Scopas et Pérélios (90e olympiade = v. 420 av. J.-C.). Il était l'un de ces artistes distingués qui ont participé au célèbre concours mentionné par Pline, chacun exécutant une Amazone pour le temple d'Artémis à Éphèse : l’œuvre de Phradmon, qui semble avoir été le plus jeune des cinq, a obtenu la cinquième place. Pausanias mentionne sa statue du vainqueur olympique Amertas ; et il y a une épigramme de Théodoridas de Syracuse, dans l'Anthologie grecque, sur un groupe de douze vaches en bronze fait par Phradmon et consacré à « Athéna Itonia », c.-à-d. Athéna adorée à Iton (Ἴτον entre Phères et Larissa en Thessalie). Phradmon est également mentionné par Columelle.